# Wolf Roth
Pour les articles homonymes, voir Roth.
Wolf Roth est un acteur allemand né le 30 août 1944 à Torgau en Saxe.

## Biographie
Wolf Roth est né à Torgau (Land de Saxe, en Allemagne) mais a passé son enfance et son adolescence à Brême. Il reçoit une formation de pianiste et dès l'âge de 12 ans, il donne sa première soirée Mozart à Brême.
En 1961, il part aux États-Unis, dans le cadre d’un programme d'échange. Après son retour, il obtient son diplôme au lycée de Brême et fréquente ensuite l'Université libre de Berlin, où il étudie la sociologie et l'administration des affaires. 
Des amis lui propose de passer l'examen d'entrée à la Max-Reinhardt-Schule für Schauspiel (école d’acteurs Max Reinhardt de Berlin Ouest), où il est remarqué par l'actrice Hilde Körber. Au cours de ses études, il est engagé par Boleslaw Barlog pour interpréter la pièce La quadrature du cercle de Valentin Kataïev. 
En 1967, il fait ses débuts au Schillertheater de Berlin. La même année, il s'installe au théâtre Oberhausen, dans la Ruhr. Au cours de la saison 1968/1969, il retourne à Berlin pour jouer au Berliner Theater et au théâtre Schaubühne am Halleschen Ufer (aujourd'hui devenu Schaubühne am Lehniner Platz) à Berlin Wilmersdorf.
Entretemps, Wolf Roth participe à des productions télévisées. D’abord dans plusieurs films de Wolfgang Petersen, et plus tard, dans de nombreuses séries policières et télévisées allemandes : Der Kommissar, Derrick  et Le Renard. Il a également fait quelques apparitions dans des séries télévisées américaines telles Les deux font la paire, Magnum, Quincy.
Il est marié à Barbara May, également actrice et fondatrice d'une école de théâtre à Vienne, et a un fils, David Christopher Roth.

## Filmographie

### Cinéma
- 1970 : Perrak (de) : Nick
- 1971 : Ich werde dich töten, Wolf : Wolf
- 1974 : Einer von uns beiden : Hohenberg
- 1982 : Feine Gesellschaft - beschränkte Haftung : Moll
- 1989 : Jenseits von Blau : M. Metzner
- 1996 : Diebinnen : Rolf Stutz
- 2006 : Goldene Zeiten : Jürgen Matthies
- 2009 : Mord ist mein Geschäft, Liebling : Paolo Rossi
- 2014 : Die Einsamkeit des Killers vor dem Schuss : Lieutenant-Général Vanhaarten
- 2018 : Les Animaux fantastiques : Les Crimes de Grindelwald : Rudolf Spielman
- 2018 : Holmes and Watson : Sigmund Freud

### Télévision
- 1967 : Heinrich IV. : Ordulf
- 1971-1975 : Tatort : Franke et Jessner (4 épisodes)
- 1973-1975 : Der Kommissar : Edward Scholl et Waldemar Dettmann (2 épisodes)
- 1974 : Le Petit Docteur : Philippe (1 épisode)
- 1977 : Quincy : Mueller (1 épisode)
- 1977 : The African Queen : Lieutenant Biedemeyer
- 1977 : Peter Voss, le voleur de millions : Peter Voss (3 épisodes)
- 1978 : Plutonium (de) : Porfirio Perez
- 1978-2003 : Le Renard : Friedrich Karen et autres personnages (15 épisodes)
- 1979 : Drei Bürger zum Geburtstag
- 1979 : Fleisch (de) (Le Motel rouge) (Chasseurs de mort) (Hôtel de l'apocalypse) (Panique sur l'autoroute) (Spare parts): Bill
- 1981-1985 : L'Âge d'or : Dr Robert Wolff (18 épisodes)
- 1983 : Manimal : l'agent russe (1 épisode)
- 1983-1998 : Inspecteur Derrick : plusieurs personnages (13 épisodes)
- 1985 : Espion modèle : Nicholas (1 épisode)
- 1985 : Les deux font la paire : Hans Retzig (1 épisode)
- 1987-1990 : Das Erbe der Guldenburgs : Thomas von Guldenburg (26 épisodes)
- 1991 : Polizeiruf 110 : Wilfried Ortner (1 épisode)
- 1994 : Praxis Bülowbogen : Carlos Neuhaus (7 épisodes)
- 1994-1995 : Air Albatros : Niklas Haerlin (26 épisodes)
- 1995 : Wolff, police criminelle : Berthold Habich (1 épisode)
- 1997 : Maître Da Costa : Schaller (1 épisode)
- 1998 : Le Clown : Alain van Vericke (1 épisode)
- 1998-2008 : Siska : plusieurs personnages (7 épisodes)
- 1999 : Un cas pour deux : Geschäftsführer Roth (1 épisode)
- 2000 : Code Eternity : Kard (1 épisode)
- 2000 : Der Fahnder (1 épisode)
- 2000 : Le Monde des ténèbres : Dr Zabriskie (1 épisode)
- 2000-2008 : Soko brigade des stups : Simon Jordan, Ewald Schöring et Sörensen (3 épisodes)
- 2001 : Rosamunde Pilcher : Gordon Shiplay (1 épisode)
- 2001-2002 : Brigade du crime : Matthais Petzold (2 épisodes)
- 2002 : Klinik unter Palmen : Dr Oscar la Fuenta (3 épisode)
- 2003 : Le Plus Beau des cadeaux : Karl Grezelius
- 2005 : Duo de maîtres (1 épisode)
- 2009 : Alerte Cobra : Alexander Christo (1 épisode)

#### Théâtre (sélection)[2]
- 1967: La Quadrature du cercle de Valentin Kataïev, mise en scène Boleslaw Barlog, Schillertheater Werkstatt Berlin
- 1969 : L’opéra de quat’sous de Bertolt Brecht, mise en scène Günther Büch, Stadttheater Oberhausen
- 1973 : Don Carlos de Friedrich von Schiller, mise en scène Kai Braak, tournée allemande
- 1974 : Macbeth de William Shakespeare, mise en scène Kurt Hübner, Freie Volksbühne Berlin